# Gusar (quận)
Gusar (tiếng Azerbaijan:Qusar) là một quận thuộc Azerbaijan. Dân số thời điểm năm 2012 là 80816 người.